# اجالویر
اجالویر (به اسپانیایی: Ajalvir) یک شهرستان در اسپانیا است که در مادرید (بخش خودمختار) واقع شده‌است.

## خصوصیات
اجالویر ۱۹٫۶۲ کیلومترمربع مساحت و ۳٬۵۵۸ نفر جمعیت دارد و ۶۴۷ متر بالاتر از سطح دریا واقع شده‌است.